# Kazimierz Małachowski

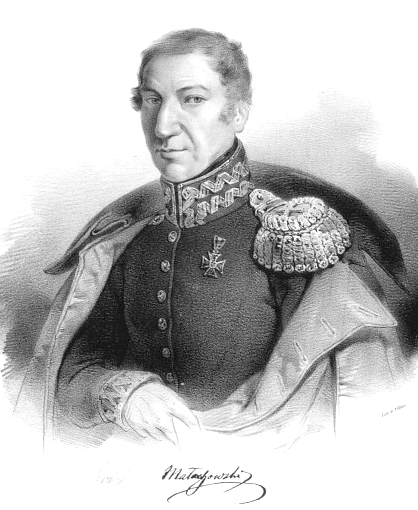
Kazimierz Małachowski.

Kazimierz Małachowski, född 24 februari 1765 i Wiszniewo vid Słonim, död 5 januari 1845 i Chantilly, var en polsk militär.
Małachowski gick efter Polens tredje delning i fransk krigstjänst (1799), inträdde 1807 som överste i hertigdömet Warszawas här, deltog i fälttåget mot Ryssland 1812 och utnämndes av Napoleon I till general. 
I slaget vid Leipzig 1813 blev Małachowski fången. Åren 1815–18 var han guvernör på fästningen Modlin. År 1830 anslöt han sig till polska upproret, fick för kort tid överbefälet i augusti 1831 och undertecknade kapitulationen i Warszawa natten till den 8 september, varigenom staden överlämnades åt ryssarna.